# Talun (Ngebel)
Talun is een bestuurslaag in het regentschap Ponorogo van de provincie Oost-Java, Indonesië. Talun telt 3642 inwoners (volkstelling 2010).